# KTM 400 EXC Racing
 (novembre 2022).
Si vous disposez d'ouvrages ou d'articles de référence ou si vous connaissez des sites web de qualité traitant du thème abordé ici, merci de compléter l'article en donnant les références utiles à sa vérifiabilité et en les liant à la section « Notes et références ».
 (novembre 2022).
La 400 EXC Racing est un modèle de motocyclette du constructeur KTM.

## Informations complémentaires
- Compression : 12,8:1
- Graissage sous pression, 2 pompes Eaton
- Graissage du moteur : 1,2 l Motorex Top Speed 10W50
- Transmission primaire : 33:76
- Transmission finale : 15:45
- Allumage : Kokusan digital 2K-3
- Démarrage : kick et démarreur électrique
- Boucle arrière de cadre : Aluminium 7020
- Guidon : Magura Aluminium Ø 28/22 mm
- Chaîne : à joints X 5/8 x 1/4" |
- Silencieux : Aluminium
- Garde au sol : 380